# Nguyễn Hữu Đức (nhà khoa học)
Nguyễn Hữu Đức (sinh ngày 15 tháng 12 năm 1958) là một nhà khoa học về lĩnh vực Khoa học Tự nhiên. Ông là giáo sư, nhà giáo nhân dân, nhà vật lý và quản lý giáo dục đại học. Ông là Hiệu trưởng Trường Đại học Công nghệ và Phó Giám đốc Đại học Quốc gia Hà Nội trong giai đoạn 2005-2018. Hiện nay là Giảng viên cao cấp, Tổ trưởng Tổ tư vấn Ủy ban Quốc gia Đổi mới Giáo dục.

## Tiểu sử
Ông có quê quán tại xã Thôn Thanh Khê, xã Thanh Trạch, huyện Bố Trạch, tỉnh Quảng Bình.

## Quá trình đào tạo và công tác
- Năm 1976: Học ngành Vật lý tại Trường Đại học Tổng hợp Hà Nội, nay là Đại học Quốc gia Hà Nội;
- Năm 1980: Tốt nghiệp cử nhân Vật lý, được nhận làm công tác nghiên cứu và giảng dạy tại Phòng thí nghiệm Vật lý Nhiệt độ thấp, Khoa Vật lý, Trường Đại học Tổng hợp Hà Nội;
- Năm 1988: Ông bảo vệ thành công luận án Phó tiến sĩ (nay là tiến sĩ) tại Việt Nam khi mới 30 tuổi;
- Từ 1995 đến 2003: Ông là Phó trưởng phòng Thí nghiệm, sau đó là Trưởng phòng và Chủ nhiệm Bộ môn Vật lý Nhiệt độ thấp;
- Từ năm 2002 đến 2004: Ông là Phó chủ nhiệm Khoa Sau đại học và Trưởng ban Đào tạo của Đại học Quốc gia Hà Nội;
- Năm 2004: Chính phủ thành lập Trường Đại học Công nghệ - trường đại học thành viên của Đại học Quốc gia Hà Nội và Ông được bổ nhiệm làm Phó Hiệu trưởng. Cùng năm đó, Ông được công nhận chức danh Giáo sư và được tặng Giải thưởng mang tên Giang Chấn Ninh (Chen Ning Yang Award) của Hội Vật lý Châu Á – Thái Bình Dương[2].;
- Từ năm 2005 đến 2009: Ông kế nhiệm Giáo sư Viện sĩ Nguyễn Văn Hiệu làm Hiệu trưởng Trường Đại học Công nghệ và kiêm nhiệm Phụ trách Viện Công nghệ Thông tin của Đại học Quốc gia Hà Nội;
- Từ 12/2008 đến 12/2019: Thủ tướng Chính phủ bổ nhiệm Ông làm Phó Giám đốc Đại học Quốc gia Hà Nội, đồng thời là Phó Bí thư Đảng ủy;
- Từ năm 2014 Ông kiêm nhiệm Tổng biên tập Tạp chí Khoa học - Đại học Quốc gia Hà Nội;
- Hiện nay, Ông được Thủ tướng Chính phủ giao đảm nhiệm chức vụ Tổ trưởng Tổ tư vấn Ủy ban Quốc gia Đổi mới Giáo dục. Đồng thời, Ông là Ủy viên Hội đồng Giáo sư Nhà nước, Chủ tịch Hội đồng Giáo sư ngành Vật lý. Ngoài ra, Ông còn là Chủ tịch Chi Hội Vật lý Từ học Việt Nam, Ủy viên Hội Từ học Châu Á[3] và thành viên của Hiệp hội Công nghệ - Kỹ thuật Asean[4] (ASEAN Academy of Engineering and Technology).

## Những đóng góp cho vật lý và giáo dục Việt Nam
- Từ năm 1981 đến nay, ông đã nghiên cứu và công bố 120 công trình nghiên cứu về vật lý từ học, vật liệu từ tiến tiến và linh kiện, cảm biến từ tính trên các tạp chí khoa học quốc tế có uy tín, với chỉ số trích dẫn cao.
- Ông đã nghiên cứu thành công vật liệu màng mỏng từ giảo khổng lồ đặt tên TerfecoHan (trong đó Ter ký hiệu nguyên tố đất hiếm Tecbi, fer – sắt, co – Coban và Han là viết tắt của Hà Nội, nơi phát minh ra vật liệu này) Báo Tuổi trẻ[5].
- Các vật liệu multiferroics từ giảo – áp điện do Ông và Phó Giáo sư Đỗ Thị Hương Giang nghiên cứu đã được ứng dụng chế tạo các cảm biến từ trường siêu nhạy (nano Tesla), hệ thống ăng-ten thu tín hiệu vệ tinh đặt trên tàu biển và được cấp một số bằng sáng chế.
- Là Tổng biên tập, Ông đã nhanh chóng phát triển Tạp chí Vật liệu và Linh kiện Tiến tiến (Journal of Science: Advanced Materials and Devices) của Đại học Quốc gia Hà Nội (hợp tác với Nhà xuất bản Elsevier) đạt chuẩn Web of Science và Scopus [6].
- Đồng thời, Giáo sư Nguyễn Hữu Đức cũng có nhiều đóng góp trong việc xây dựng và phát triển Đại học Quốc gia Hà Nội trở thành đại học xuất sắc trong top 1000 thế giới và 150 châu Á. Bên cạnh mô hình đại học định hướng nghiên cứu, Ông đề xuất và hoạt động rất tích cực để thúc đẩy hình thành mô hình đại học thông minh định hướng đổi mới sáng tạo, nhằm gia tăng khả năng ‘vốn hóa tri thức” của hệ thống đại học, đóng góp cho sự phát triển kinh tế - xã hội của đất nước.

## Nhận xét về Giáo sư Nguyễn Hữu Đức
- Ngày 14 tháng 11 năm 2004, Báo Tuổi trẻ có đăng một bài báo “Giáo sư Tiến sĩ vật lý Nguyễn Hữu Đức - một ngoại lệ xuất sắc”[5] viết về Tiến sĩ vật lý 46 tuổi Nguyễn Hữu Đức, phó hiệu trưởng Trường đại học Công nghệ (Đại học Quốc gia Hà Nội) là người được công nhận chức danh GS trẻ nhất trong đợt công nhận GS năm 2004. Trong đó có trích nhận xét của GS.TSKH Đỗ Trần Cát: năm 2002, ông Nguyễn Hữu Đức được công nhận chức danh PGS và năm 2004 này, ông được công nhận chức danh GS trước niên hạn với lý do “đã vượt xa so với tiêu chuẩn quy định về các công trình nghiên cứu, bài báo và sách khoa học đã viết cũng như số giờ giảng và hướng dẫn học viên cao học, nghiên cứu sinh...”
- Bên cạnh niềm đam mê với khoa học, giáo sư Nguyễn Hữu Đức còn được ghi nhận là một nhà giáo, nhà quản lý tâm huyết, gần gũi và có khả năng truyền cảm hứng đến giảng viên và sinh viên. Trên trang cá nhân, có sinh viên đã viết: “... Ngay từ hôm dự lễ khai giảng đầu tiên, mình đã thực sự ấn tượng về thầy, chẳng biết tại sao nữa. Chỉ nhớ là lúc đó mình ngồi dưới nhìn thầy không rõ, chỉ nghe thấy được giọng nói rất ấm cúng, chân thật, tình cảm, đậm chất miền Trung của thầy. Một tháng sau đang đi từ nhà G2 ra thì nghe thấy một giọng nói rất quen, mình biết đó là thầy. Lúc quay lại thì thầy đã đi được một đoạn “xa xa” cùng một thầy giáo khác... cứ tiếc mãi... từ hôm ấy cứ có ngày lễ hay hội họp gì ở trường mình đều cố gắng tham gia đầy đủ chỉ để được nghe giọng nói của thầy... Ước gì một lần được bắt tay thầy...” [7].

## Giải thưởng
- Năm 2004: Các công trình “nghiên cứu về từ học của các điện tử 3d, tương tác trao đổi 3d-4f và màng mỏng từ giảo” của Giáo sư Nguyễn Hữu Đức đã được Hội Vật lý Châu Á – Thái Bình Dương tăng giải thưởng mang tên Giang Chấn Ninh [8].
- Năm 2014: Huân chương Cành cọ hàn lâm của Chính phủ Pháp [9].
- Năm 2017: Giáo sư Nguyễn Hữu Đức là đồng tác giả của Giải thưởng Nhà nước về Khoa học và Công nghệ cho Cụm công trình “Nghiên cứu cơ bản và định hướng ứng dụng các vật liệu từ liên kim loại đất hiếm - kim loại chuyển tiếp” [10].
- Năm 2017: Nhà giáo Nhân dân của Việt Nam [11].

## Hình ảnh

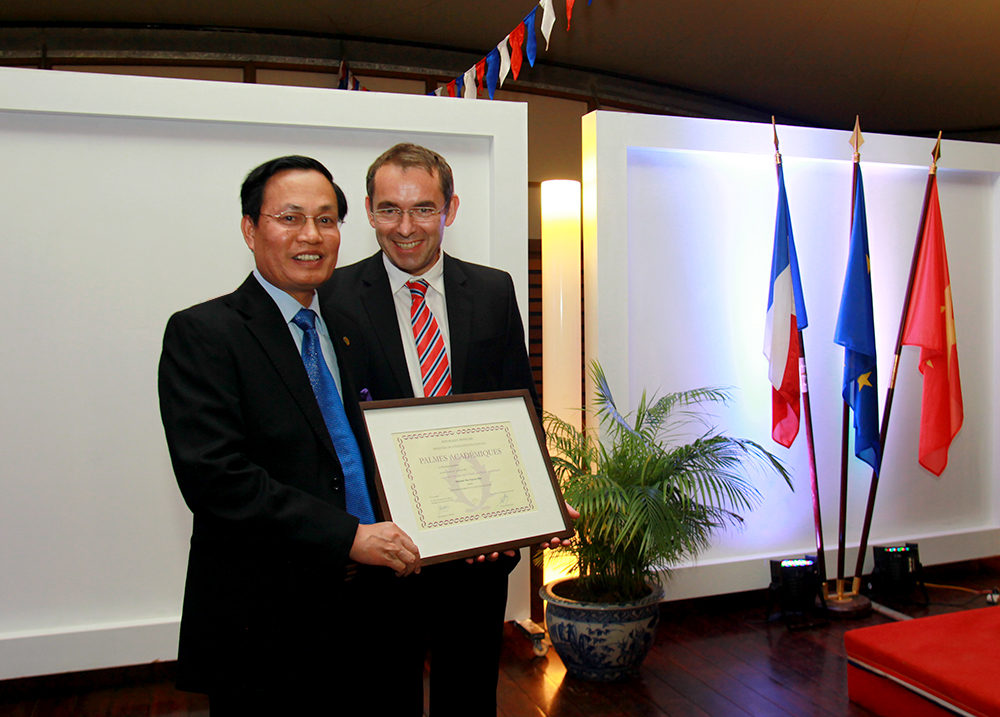
Đại sứ Cộng hòa Pháp Jean-Noël Poirier trao Huân chương Cành cọ Hàn lâm cho Phó Giám đốc Đại học Quốc gia Hà Nội Giáo sư Nguyễn Hữu Đức. Hà Nội ngày 23/10/2014. Ảnh: Bùi Tuấn